# Rajd Semperit 1973
Rajd Semperit 1973 (17. Semperit Rallye) – 17 edycja rajdu samochodowego Rajd Semperit rozgrywanego w Austrii. Rozgrywany był od 31 maja do 2 czerwca 1973 roku. Była to jedenasta runda Rajdowych Mistrzostw Europy w roku 1973.

## Klasyfikacja rajdu
| Miejsce                      | Kierowca                     | Pilot                        | Samochód                     | Czas                         | Strata                       |                              |
| Klasyfikacja generalna i ERC | Klasyfikacja generalna i ERC | Klasyfikacja generalna i ERC | Klasyfikacja generalna i ERC | Klasyfikacja generalna i ERC | Klasyfikacja generalna i ERC | Klasyfikacja generalna i ERC |
| ---------------------------- | ---------------------------- | ---------------------------- | ---------------------------- | ---------------------------- | ---------------------------- | ---------------------------- |
| 1.                           | Klaus Russling               | Wolfgang Weiss               | Porsche 911 Carrera RS       | 1:27:20                      | 0.0                          |                              |
| 2.                           | Walter Röhrl                 | Jochen Berger                | Opel Ascona 1.9 SR           | 1:28:00                      | +39                          |                              |
| 3.                           | Sergio Barbasio              | Gino Macaluso                | Fiat 124 Abarth Rallye       | 1:29:40                      | +2:19                        |                              |
| 4.                           | Raffaele Pinto               | Arnaldo Bernacchini          | Fiat 124 Abarth Rallye       | 1:29:56                      | +2:35                        |                              |
| 5.                           | Alois Müller                 | Ingrid Weber                 | BMW 2002 Ti                  | 1:31:59                      | +4:38                        |                              |
| 6.                           | Franz Wittmann sen.          | Sepp Wochinger               | Volkswagen Käfer 1302 S      | 1:33:27                      | +6:06                        |                              |
| 7.                           | Erich Haberl                 | Werner Pucher                | Porsche 911 S                | 1:34:27                      | +7:06                        |                              |
| 8.                           | Horst Rack                   | Helmut Köhler                | Porsche 911 S                | 1:34:35                      | +7:15                        |                              |
| 9.                           | Walter Zöckl                 | Gunther Böhs                 | BMW 2002 Ti                  | 1:36:03                      | +8:42                        |                              |
| 10.                          | Attila Ferjáncz              | Jenő Zsembery                | Renault 12 Gordini           | 1:36:28                      | +9:08                        |                              |